# Liste der Biografien/Crn
Liste der Biografien |
Portal Biografien |
Personensuche
# |
A |
B |
C |
D |
E |
F |
G |
H |
I |
J |
K |
L |
M |
N |
O |
P |
Q |
R |
S |
T |
U |
V |
W |
X |
Y |
Z |
?
 
Ca |
Cb |
Cc |
Ce |
Ch |
Ci |
Cj |
Ck |
Cl |
Cm |
Cn |
Co |
Cr |
Cs |
Ct |
Cu |
Cv |
Cw |
Cy |
Cz
 
Cra |
Cre |
Crh |
Cri |
Crk |
Crl |
Crn |
Cro |
Cru |
Crv |
Cry |
Crz
Die Liste der Biografien führt alle Personen auf, die in der deutschsprachigen Wikipedia einen Artikel haben. Dieses ist eine Teilliste mit 18 Einträgen von Personen, deren Namen mit den Buchstaben „Crn“ beginnt.

## Crn

### Crna
- Crnac, Ante (* 2003), kroatischer Fußballspieler
- Crnadak, Igor (* 1972), bosnischer Politiker, Außenminister

### Crnc
- Črnčec, Marko (* 1986), slowenischer Jazzmusiker (Piano)
- Crnčević, Brana (1933–2011), jugoslawischer Politiker, Schriftsteller und Aphoristiker

### Crnj
- Crnjanski, Miloš (1893–1977), serbischer Dichter, Erzähler, Reisebeschreiber und Bühnendichter

### Crnk
- Crnkić, Nermin (1992–2023), bosnisch-US-amerikanischer Fußballspieler
- Crnkic, Tamar (* 2005), österreichischer Fußballspieler
- Črnko, Zvonimir (1936–2008), kroatischer Schauspieler
- Crnković, Krešimir (* 1995), kroatischer Skilangläufer und Biathlet
- Crnković, Tomislav (* 1991), kroatischer Biathlet

### Crno
- Crnogaj, Predrag (* 1967), kroatischer Fußballspieler
- Crnoglavac, Nikola (* 1992), serbischer Handballspieler
- Crnogorac, Dominik (* 1991), serbo-kanadischer Eishockeyspieler
- Crnogorac, Gradimir (* 1982), bosnischer Fußballspieler
- Crnogorčević, Ana-Maria (* 1990), Schweizer FussballspielerinAna-Maria Crnogorčević (* 1990)

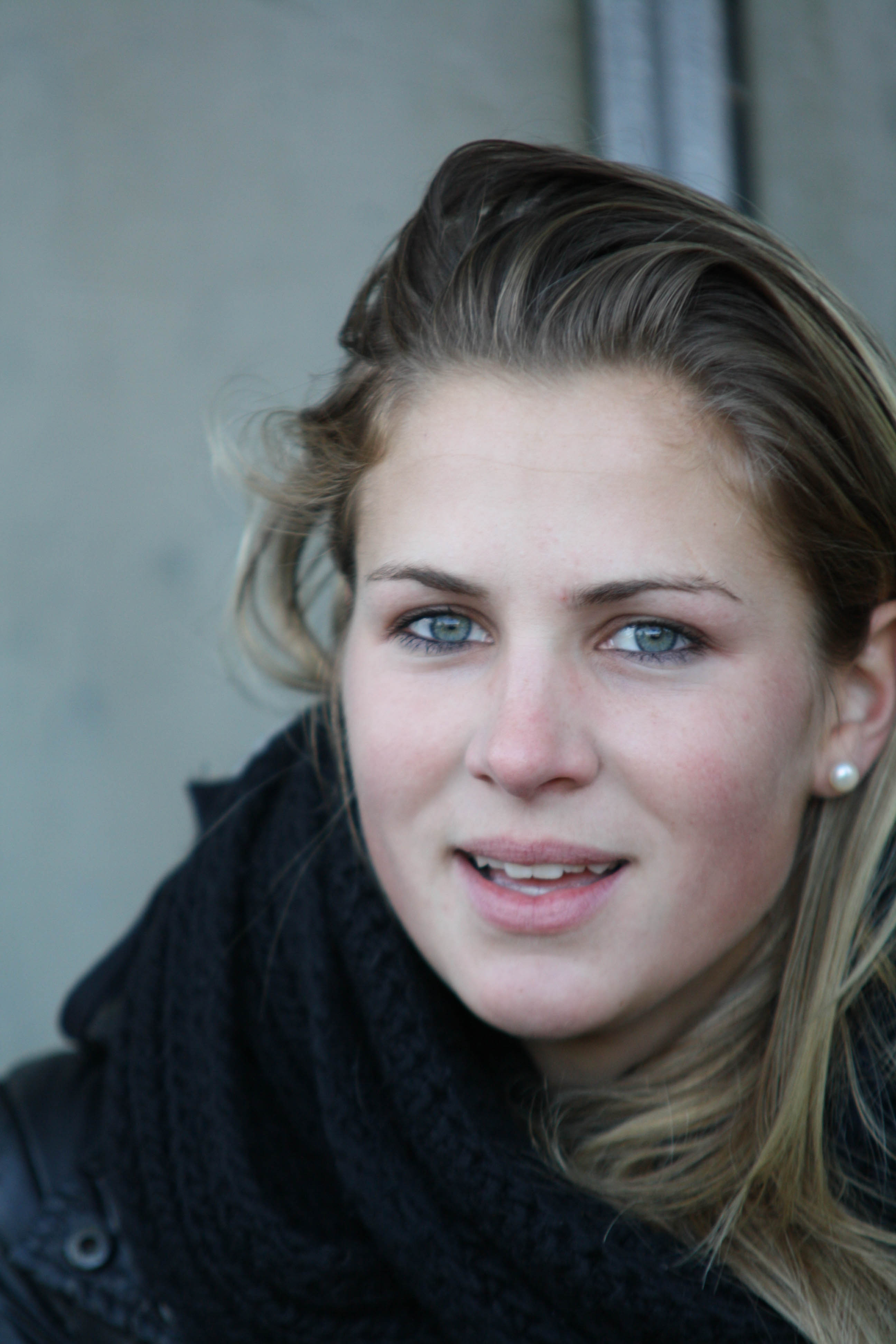
Ana-Maria Crnogorčević (* 1990)

- Crnojević, Skanderbeg († 1530), montenegrinischer Adeliger
- Crnovič, Aljoša (* 1999), slowenischer Eishockeyspieler
- Crnovršanin, Sadin (* 2002), Schweizer Fussballspieler